# Epitaph für Reichmann Reichardt und Dorothea Schragen

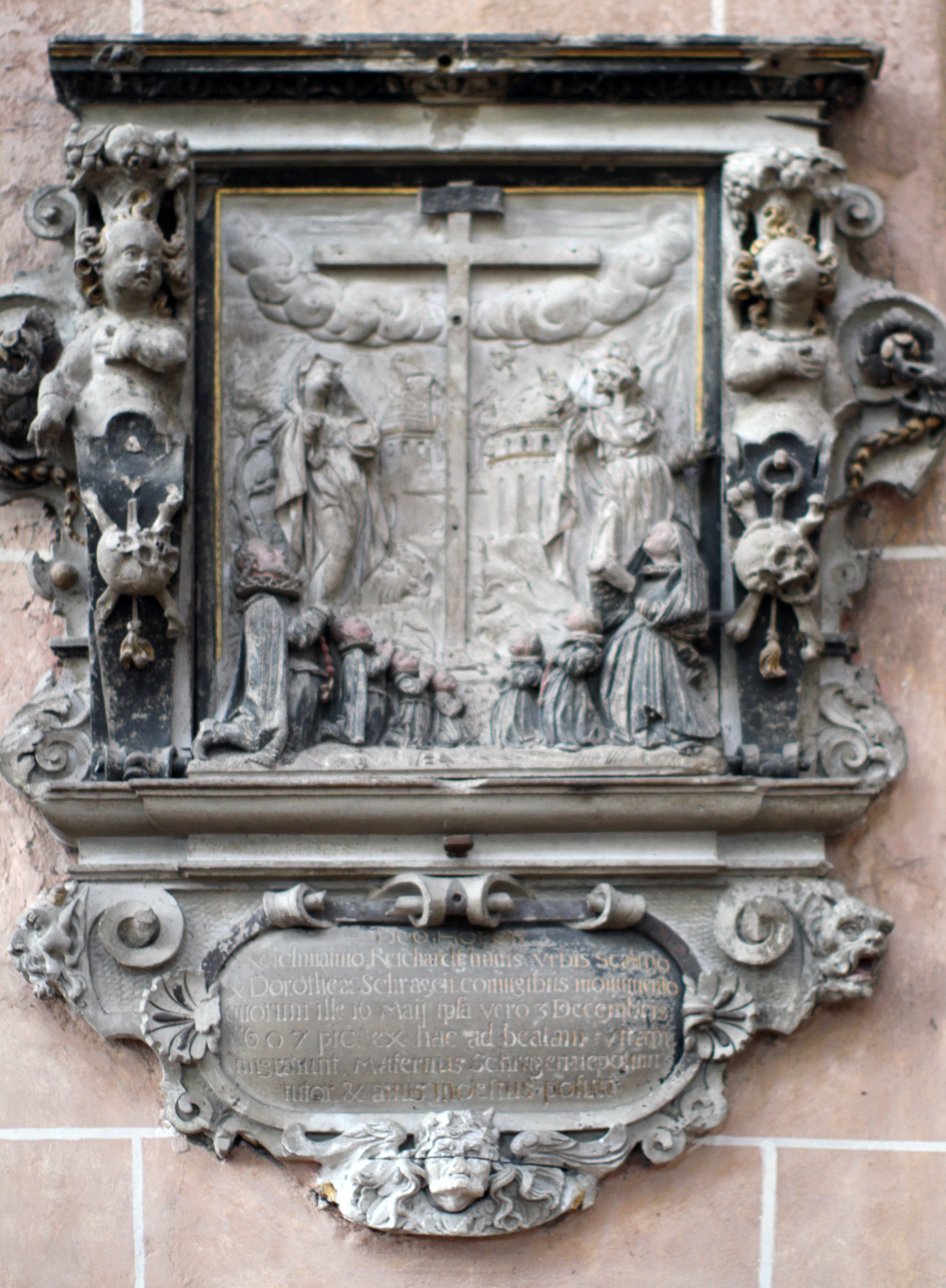
Epitaph für Reichmann Reichardt und Dorothea Schragen

Das Epitaph für Reichmann Reichardt und Dorothea Schragen befindet sich in der katholischen Pfarrkirche St. Martin in Oberwesel, einer Stadt im Rhein-Hunsrück-Kreis in Rheinland-Pfalz.

## Beschreibung
Das 117 cm hohe und 98 cm breite Epitaph für Reichmann Reichardt († 16. Mai 1607) und seine Frau Dorothea († 3. Dezember 1607), geb. Schragen, ist im Inneren der Kirche am ersten Wandpfeiler rechts vom Südportal befestigt. Eine Rechtecknische wird von Putten-Hermen mit Totenschädeln gerahmt. Darin befindet sich ein Flachrelief mit einer städtischen Landschaft und einer Kreuzigungsszene. Im Vordergrund ist die kniende Familie der Verstorbenen in zeitgenössischer spanischer Tracht zu sehen: links der Ehemann mit drei Söhnen, rechts seine Frau mit zwei Töchtern. 
Im Unterhang befindet sich in einer Rollwerkkartusche die golden gefasste, siebenzeilige lateinische Stifterinschrift. Im Gebälk sind noch Dübellöcher, vermutlich für die jetzt fehlenden Wappen, vorhanden. Der Giebel und die Christusfigur sind ebenfalls verloren.